# Muzeum Četnická stanice
Muzeum Četnická stanice je muzeum v Chlumci nad Cidlinou přestavující historii četnictva především v období první republiky.

## Historie
Muzeum zřídil zapsaný spolek Četnická stanice Chlumec nad Cidlinou, který vznikl v roce 2010 a jehož cílem byla kromě badatelské činnosti také prezentace výsledků výzkumu veřejnosti formou provozování muzea. Muzeum Četnická stanice pak bylo slavnostně otevřeno 16. června 2018.
Muzeum nebylo možné otevřít v žádné z městských budov, kde historicky četnická stanice skutečně existovala, je tedy zřízeno v budově, kterou pro tyto účely zapsanému spolku pronajímají Kinští a která alespoň dobově odpovídá.

## Expozice
Muzeum mapuje historii četnické stanice v Chlumci nad Cidlinou po celou dobu její existence, tedy od roku 1866 až do roku 1945, kdy vznikl Sbor národní bezpečnosti. Část expozice je tradičního rázu, tj. ve formě vitrin s historickými exponáty (např. stejnokroje), druhá část expozice má formu dobově zařízené četnické kanceláře a kasáren z konce 30. let 20. století. Tato část expozice je interaktivní a umožňuje návštěvníkům praktické vyzkoušení některých exponátů.
Součástí muzea je také malá knihovna s dobovými publikacemi.

## Aktivity
Muzeum je otevřeno veřejnosti v letních měsících o sobotách, případně po předchozí domluvě.
Kromě komentovaných prohlídek vlastních expozic se muzeum podílí také na různých historických slavnostech (např. Den válečných veteránů).